# Roberto II d'Alvernia
Roberto d'Alvernia (prima metà dell'XI secolo – 1096) fu conte d'Alvernia e conte di Gévaudan dal 1060 circa fino alla sua morte.

## Origine
Figlio secondogenito del Conte d'Alvernia e conte di Clermont, Guglielmo V e di Filippa di Gévaudan, che secondo lo storico, chierico, canonista e bibliotecario francese, Étienne Baluze, era la figlia di Stefano, conte di Gévaudan, ed era quindi la sorella di Pons, conte di Gévaudan e Forez.
Guglielmo V era l'unico figlio del Conte d'Alvernia, Roberto I e della moglie di cui non si conosce il nome; mentre per il Baluze, la moglie di Roberto I era Ermengarda: infatti secondo la Flandria Generosa, la contessa d'Alvernia era la sorella della regina di Francia, Costanza d'Arles (Gostantia regina Francorum et Ermengardis comitissa Arvernensis sorores fuerunt)), la figlia del conte d'Avignone, conte di Provenza, e poi anche marchese di Provenza, Guglielmo I e della sua seconda moglie, la figlia del Conte d'Angiò, conte di Nantes e duca di Bretagna, Folco II e di Gerberga (secondo lo storico Maurice Chaume era figlia del Visconte Goffredo d'Orleans), Adelaide d'Angiò, che era al suo quarto matrimonio. (Se si considera invece il documento nº 331 del Cartulaire de Brioude, in cui il conte di Gévaudan e Forez, Pons, che morì dopo il 26 febbraio 1011 ed è citato nel Cartulaire de l'abbaye de Saint-Chaffre du Monastier et Chronique de Saint-Pierre du Puy', durante il regno di Roberto II, detto il Pio, verso il 1010, fece una donazione, per l'espiazione dei peccati propri e dei suoi familiari, tra cui, i nipoti, Roberto, Stefano e Guglielmo, allora Ermengarda o Umberga era la figlia di Stefano di Brioude e della sua seconda moglie, Adelaide d'Angiò, quindi secondo la Flandria Generosa, Ermengarda, contessa d'Alvernia era la sorellastra della regina di Francia, Costanza d'Arles (Gostantia regina Francorum et Ermengardis comitissa Arvernensis sorores fuerunt)).

## Biografia
Nel 1047, Roberto viene citato in una donazione all'abbazia di Charroux, che fece assieme al padre, Guglielmo V, assieme alla madre, Filippa di Gévaudan ed ai fratelli, Stefano, Guglielmo e Ponzio.
Roberto viene citato in altre due donazioni, di cui non si conoscono le date, la prima, fatta dal padre Guglielmo V, assieme alla madre, Filippa ed ai fratelli, Guglielmo e Ponzio, come riportato nel documento nº 279 del Cartulaire de Sauxillanges; e la seconda, come riportato nel documento nº 571 del Cartulaire de Sauxillanges, in cui il padre, fece una donazione al monastero di Sauxillanges, per l'espiazione dei peccati suoi, della moglie e dei figli, Roberto e Guglielmo.
Roberto, prima del 23 gennaio 1051, aveva sposato Berta (?-1065), figlia primogenita del conte di Rouergue e di Gévaudan, Ugo I e della moglie, Fides, figlia del conte di Cerdagna, Goffredo II, che compare in due donazioni del marito, una del 1032 ed una seconda del 23 gennaio 1051, in cui anche Berta viene citata assieme a Roberto, già suo marito.
Dopo la morte, nel 1054, di Ugo I, padre di Berta, moglie di Roberto, Berta gli successe nel titolo di contessa di Rouergue e di Gévaudan, e Roberto divenne conte consorte.
Qualche anno dopo infatti, Roberto, indicato come conte di Rouergue, fece due donazioni, sottoscritte dal padre il conte d'Alvernia, Guglielmo V, all'abbazia di Conques, assieme alla madre Filippa di Gévaudan, la prima, nel 1058, la seconda, nel 1059.
Alla morte del padre, secondo il Baluze, Roberto II succedette a Guglielmo V, nei titolo di Conte d'Alvernia, avvenuta molto probabilmente, nel 1060, in quanto in un documento di quell'anno, secondo il Baluze, Roberto II viene citato col titolo di conte d'Alvernia.
Berta viene citata per un'altra donazione, fatta, assieme al marito, all'abbazia di San Vittore di Marsiglia.
Berta morì, nel 1065 circa, senza eredi, per cui il conte di Tolosa, Guglielmo IV, si riappropriò dei titoli di conte di Rouergue e conte di Gévaudan, riunificando le due contee alla contea di Tolosa.
Rimasto vedovo, Roberto si sposò in seconde nozze, nel 1068 circa con Giuditta di Melgueil (?- dopo il 30 aprile 1096), figlia di Raimondo [I] Conte de Melgueil e di Beatrice di Poitiers.
Il 18 aprile del 1069, Roberto fece una donazione al monastero di Sauxillanges, controfirmata dalla moglie Giuditta, in suffragio della anime dei suoi genitori, Guglielmo e Filippa e dei suoi fratelli, Guglielmo e Ponzio.
Sempre in quel periodo, sua madre, Filippa fece una donazione, non datata, al monastero di Sauxillanges, per le anime del marito Guglielmo V e dei figli, Guglielmo e Ponzio, controfirmata dal figlio Roberto, citato come conte e dalla moglie di lui, Giuditta.
Roberto fece ancora una donazione al monastero di Brioude, senza data, per le anime dei suoi genitori, Guglielmo e Filippa assieme alla seconda moglie, Giuditta.
Il Baluze, ricorda i conti di Alvernia, Roberto e Giuditta e poi i loro figli, Guglielmo VI e Giuditta come benefattori del convento di Cluny.
Roberto compare ancora in un documento del Recueil des chartes de l'abbaye de Cluny, tomé 5, datato1095, come firmatario, assieme al figlio Guglielmo, di una donazione del re di Francia, Filippo I.
Roberto morì nel 996, e gli successe il figlio, Guglielmo VI

## Discendenza
Roberto da Berta non ebbe figli;
da Giuditta invece ebbe due figli:
- Giuditta (? - dopo il 1109), citata dal Baluze[20]
- Guglielmo (? - 25 gennaio 1136), conte d'Alvernia[22].

## Ascendenza
|                        |   |                         | Genitori              |  |  | Nonni |  |  | Bisnonni                |  |  | Trisnonni              |  |
|                        |   |                         |                       |  |  |       |  |  | Guglielmo IV d'Alvernia |  |  | Roberto II di Clermont |  |
|                        |   |                         |                       |  |  |       |  |  | Guglielmo IV d'Alvernia |  |  | Roberto II di Clermont |  |
|                        |   | Aldegardis              |                       |  |  |       |  |  | Guglielmo IV d'Alvernia |  |  |                        |  |
| Roberto I d'Alvernia   |   |                         |                       |  |  |       |  |  | Guglielmo IV d'Alvernia |  |  |                        |  |
|                        |   | Umberga                 | …                     |  |  |       |  |  |                         |  |  |                        |  |
|                        |   | Umberga                 | …                     |  |  |       |  |  |                         |  |  |                        |  |
|                        |   | Umberga                 | …                     |  |  |       |  |  |                         |  |  |                        |  |
| Guglielmo V d'Alvernia |   | Umberga                 |                       |  |  |       |  |  |                         |  |  |                        |  |
|                        |   | Guglielmo I di Provenza | Bosone II di Provenza |  |  |       |  |  |                         |  |  |                        |  |
|                        |   | Guglielmo I di Provenza | Bosone II di Provenza |  |  |       |  |  |                         |  |  |                        |  |
|                        |   | Guglielmo I di Provenza | Costanza di Provenza  |  |  |       |  |  |                         |  |  |                        |  |
| Ermengarda d'Avignone  |   | Guglielmo I di Provenza |                       |  |  |       |  |  |                         |  |  |                        |  |
|                        |   | Adelaide d'Angiò        | Folco II d'Angiò      |  |  |       |  |  |                         |  |  |                        |  |
|                        |   | Adelaide d'Angiò        | Folco II d'Angiò      |  |  |       |  |  |                         |  |  |                        |  |
|                        |   | Adelaide d'Angiò        | Gerberga              |  |  |       |  |  |                         |  |  |                        |  |
| Roberto II d'Alvernia  |   | Adelaide d'Angiò        |                       |  |  |       |  |  |                         |  |  |                        |  |
|                        | … | …                       |                       |  |  |       |  |  |                         |  |  |                        |  |
|                        | … | …                       |                       |  |  |       |  |  |                         |  |  |                        |  |
|                        | … | …                       |                       |  |  |       |  |  |                         |  |  |                        |  |
| Stefano di Gévaudan    | … |                         |                       |  |  |       |  |  |                         |  |  |                        |  |
|                        |   | …                       | …                     |  |  |       |  |  |                         |  |  |                        |  |
|                        |   | …                       | …                     |  |  |       |  |  |                         |  |  |                        |  |
|                        |   | …                       | …                     |  |  |       |  |  |                         |  |  |                        |  |
| Filippa di Gévaudan    |   | …                       |                       |  |  |       |  |  |                         |  |  |                        |  |
|                        |   | …                       | …                     |  |  |       |  |  |                         |  |  |                        |  |
|                        |   | …                       | …                     |  |  |       |  |  |                         |  |  |                        |  |
|                        |   | …                       | …                     |  |  |       |  |  |                         |  |  |                        |  |
| …                      |   | …                       |                       |  |  |       |  |  |                         |  |  |                        |  |
|                        |   | …                       | …                     |  |  |       |  |  |                         |  |  |                        |  |
|                        |   | …                       | …                     |  |  |       |  |  |                         |  |  |                        |  |
|                        |   | …                       | …                     |  |  |       |  |  |                         |  |  |                        |  |
|                        |   | …                       |                       |  |  |       |  |  |                         |  |  |                        |  |

### Fonti primarie
- (LA)  Cartulaire de Brioude.
- (LA)  Cartulaire de Sauxillanges.
- (LA)  Monumenta Germaniae Historica, Scriptores, tomus IX.
- (LA)  Cartulaire de l'abbaye de Saint-Chaffre du Monastier et Chronique de Saint-Pierre du Puy.
- (LA)  Baluze, Histoire généalogique de la maison d'Auvergne, tome 2.
- (LA)  Preuves de l'Histoire Générale de Languedoc, tome V.
- (LA)  Cartulaire de l´abbaye de Conques en Rouergue.
- (LA)  Recueil des chartes de l'abbaye de Cluny, tomé 5.

### Letteratura storiografica
- Louis Alphen, la Francia nell'XI secolo, in «Storia del mondo medievale», vol. II, 1979, pp. 770–806
- (FR)  Baluze, Histoire généalogique de la maison d'Auvergne, tome 1 .